# Trükkös gyémántrablás
A Trükkös gyémántrablás (eredeti cím: Flawless) 2007-ben bemutatott brit–luxemburgi bűnügyi film. Rendezője Michael Radford, a főszerepekben Michael Caine és Demi Moore látható.
Első alkalommal 2007. február 11-én mutatták be in Németországban. Az Egyesült Államokban korlátozott példányszámban játszották 2008. március 28-tól kezdődően.

## Cselekménye
A film fő története az 1960-as években játszódik, kizárólagos helyszíne London. Mr. Hobbs, az éjszakai takarító/karbantartó (Michael Caine) hamarosan nyugdíjba megy, de szegényes nyugdíját szeretné bőségesen kiegészíteni.
Laura Quinn (Demi Moore), ambiciózus, szakmailag kompetens, de mégis háttérbe szorított középvezető. Csak a szakmájának él, soha nem ment férjhez. Ennek ellenére állása veszélybe kerül, mert a cégnek, ahol dolgozik, a London Diamond Corporation-nak egyik hibás döntését a nyakába akarják varrni. Ennek azonban az lenne a következménye, hogy nemhogy London egyetlen pénzintézete sem alkalmazná, hanem a világ nagyobb pénzügyi cégei sem. Mindezt bizalmas információként a takarítótól, Mr. Hobbs-tól tudja meg elsőként. Quinn meggyőződik a hír valódiságáról.
Mr. Hobbs-nak azonban van egy ajánlata Quinn számára: lopjanak el a páncélszekrényből egy nagyobb marék nyersgyémántot 2 millió font értékben. Ezt a cég észre sem veszi, ők pedig nem buknak le, mert a kockázat kicsi. Quinn feladata a kód megszerzése, amit hetente változtatnak, Hobbs pedig takarítás közben a kód felhasználásával bejuthat a páncélszekrénybe, és magához veheti a gyémántokat. Quinn egy hétvégi fogadáson, amit a cég elnökének házában rendeznek, megszerzi a kódot.
A megvalósítást jelentősen nehezíti, hogy időközben biztonsági kamerákat szereltek fel minden folyosóra, amit egy ember a nap 24 órájában figyel. Ez azonban nem tántorítja el őket.
Végül a dolog kissé másképp alakul: az éjszaka folyamán nem csak egy marék gyémánt tűnik el, hanem az egész készlet! A gyémántok hiányában a gyémántválogatókat hazaküldik és hírzárlatot rendelnek el: ha a dolog kiderül, a cég csődbe megy, felső vezetői pedig anyagilag tönkremennek, ezért belső vizsgálatot kezdenek a biztosító bevonásával, aminek elnöke szintén anyagilag rajtaveszt, ha nem kerülnek elő a gyémántok. Egy közvetítőn keresztül hamarosan ajánlatot kapnak: visszavásárolhatják a gyémántokat 100 millió font ellenében, amit 48 órán belül kell kifizetniük.
A nyomozás megállapítja, hogy ekkora mennyiségű gyémánt elszállítása csak több ember bevonásával képzelhető el, erőszakos behatolási kísérletnek pedig nincs nyoma. A biztosító nyomozója, Finch a fentiek miatt rögtön belső ember közreműködésére gondol, de akkor is fennáll a kérdés, hogy hogyan vitték ki a gyémántokat az épületből?
Finch Quinnt többször is kihallgatja, illetve a nő felajánlja, hogy személyesen segíti a nyomozást. Ennek oka az, hogy fogalma sincs, hova tűntek a gyémántok, és állandóan ideges. Amikor beszél Hobbs-szal, az általánosságokkal próbálja megnyugtatni. A nő úgy érzi, hogy a takarító csak kihasználta őt, ezért már arra is hajlandó lenne, hogy vallomást tegyen. Egy véletlen baleset folytán, amikor egyik fülbevalójának gyémántja a lefolyóba esik, és a mosdó lefolyócsövét lecsavarva megtalálja, rájön a megoldásra: a gyémántok valamiképpen a lefolyóval a csatornába kerültek! Egy elemlámpát magához véve leereszkedik az utcai csatornanyíláson. Ott hamarosan találkozik Hobbs-szal, aki már számított rá, mivel okos nőnek tartja és elhunyt feleségéhez hasonlítja. Megtudjuk, hogy Hobbs felesége 15 évvel korábban meghalt rákban, holott a betegség gyógyítható lett volna, ha időben megműtik. Ez azonban az egészségügyi biztosító hibájából késedelmet szenvedett és amikor elvégezték a műtétet, már késő volt. Az egészségügyi biztosító akkori elnöke most a cég biztosítójának elnöke, Hobbs őt akarja tönkretenni.
A cég átutalja a kért 100 milliót, a cég biztosítójának elnöke öngyilkos lesz, mivel a biztosító csődje miatt magánvagyonát is elveszti, így a bosszú beteljesedett. A gyémántok hiánytalanul visszakerülnek a céghez, bár Quinn a nagy zűrzavarban egy nagyobb darabot megtart magának. Nem sokkal később értesítést kap egy svájci banktól, hogy folyószámlát nyitottak a nevére, amin 100 millió angol font van elhelyezve, tehát Hobbs semmit nem tartott meg magának. Quinn a következő negyven évet azzal tölti, hogy jótékony célokra adja ki a pénzt. Mostanra az összes pénzt kiadta, ekkor egy fiatal újságírónő keresi meg, akinek elmondja a történetét...

## Szereposztás
| színész             | szerep                              | magyar hang   |
| ------------------- | ----------------------------------- | ------------- |
| Michael Caine       | Mr. Hobbs, takarító / karbantartó   | Szersén Gyula |
| Demi Moore          | Laura Quinn, feltörekvő középvezető | Kovács Nóra   |
| Lambert Wilson      | Finch, a biztosító nyomozója        |               |
| Joss Ackland        | Milton Kendrick Ashtoncroft, elnök  |               |
| Constantine Gregory | Dmitriev                            |               |

## Fogadtatás
A film többnyire pozitív kritikákat kapott. A filmkritikusok véleményét összegyűjtő Rotten Tomatoes 55%-ra értékelte 91 vélemény alapján. A hasonló működésű Metacritic  57/100 értékelést adott rá 21 vélemény alapján.

## Külső hivatkozások
- Trükkös gyémántrablás a PORT.hu-n (magyarul)
- Trükkös gyémántrablás az Internetes Szinkronadatbázisban (magyarul)
- Trükkös gyémántrablás az Internet Movie Database-ben (angolul)
- Trükkös gyémántrablás a Rotten Tomatoeson (angolul)
- Trükkös gyémántrablás a Box Office Mojón (angolul)

## Fordítás
- Ez a szócikk részben vagy egészben  a   Flawless (2007 film) című angol Wikipédia-szócikk fordításán alapul.  Az eredeti cikk szerkesztőit annak laptörténete sorolja fel. Ez a jelzés csupán a megfogalmazás eredetét és a szerzői jogokat jelzi, nem szolgál a cikkben szereplő információk forrásmegjelöléseként.